# Alle (België)
Alle is een dorp in de Belgische provincie Namen en een deelgemeente van Vresse-sur-Semois. Alle heeft een oppervlakte van 9,74 km².
Alle ligt in de Ardennen in een dal aan een bocht van de Semois die de noordgrens en een stuk van de oostgrens vormt. De N945, de weg van Vresse naar Sedan doorkruist het dorp en passeert de Franse grens in het zuiden van de deelgemeente. Het grootste gedeelte van de oppervlakte is bebost.

## Geschiedenis
Alle was een soeverein landgoed dat verdeeld was tussen de hertog van Bouillon en de heer van Orchimont volgens een overeenkomst uit 1235. Dit bleef zo tot in 1795 toen Alle een zelfstandige gemeente werd.
Alle was oorspronkelijk een landbouwdorp. Tot in het begin van de 20e eeuw waren er ook leisteengroeven. Vanaf het midden van de 19e eeuw werd er tabak geteeld.
In 1965 werden de gemeenten Chairière en Mouzaive aangehecht maar in 1977 werd de gemeente Alle opgeheven en werden de drie dorpen allen deelgemeenten van Vresse-sur-Semois. Een klein gedeelte ten oosten van het dorp Alle ging echter naar de stad Bouillon.

## Bezienswaardigheden
In het dorp bevindt zich de Sint-Mauruskerk uit 1824.

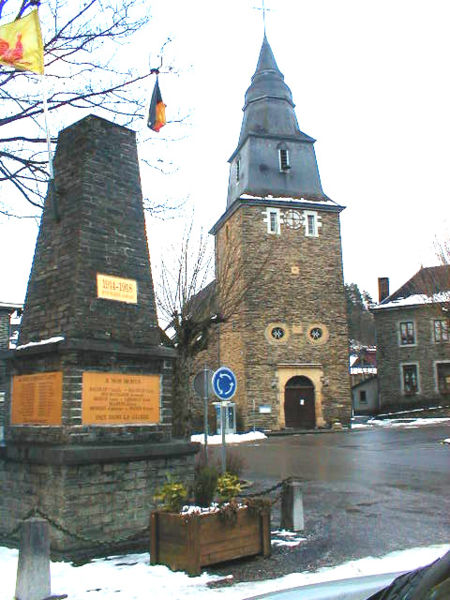
De Sint-Mauruskerk van Alle

## Demografische ontwikkeling
- Opm:1806 t/m 1970=volkstellingen;1976=inwoneraantal op 31 december
- 1970: Aanhechting op 1 januari 1965 van Chairière en Mouzaive

Deelgemeenten: Alle · Bagimont · Bohan · Chairière · Laforêt · Membre · Mouzaive · Nafraiture · Orchimont · Pussemange · Sugny · Vresse

Overige kern: Hérisson

Belgische gemeenten · arrondissement Dinant · provincie Namen · Wallonië